# Рафаил (Мотовилов)
Рафаи́л (светское имя Леони́д Семёнович Мотови́лов, до 2009 года — Проко́пьев; 18 сентября 1947, деревня Ерал, Ашинский район, Челябинская область) — председатель Священного Синода Централизованной религиозной организации «Истинно-православная церковь», в которой признается Первосвятителем Истинно-православной церкви, Архиепископом Московским, Митрополитом Всероссийским.

## Биография
Родился в 1947 году. В автобиографии рассказывает, что его отец Малофеев Семён Андрианович, провоевавший всю Великую Отечественную войну старшиной роты, разошелся с матерью Мотовилова ещё до его рождения. О деде по материнской линии Иване Григорьевиче Мотовилове в автобиографии говорится, что он погиб в 1941 году под Ленинградом, будучи командиром дивизии.

### Служба в армии
В 1969 году окончил офицерское училище. Будучи курсантом, вступил в КПСС.
Служил в Северной группе войск — в Польше, потом в Забайкалье.
После окончания Военной академии им. Фрунзе два года командовал мотострелковым полком сокращенного состава и ещё два года — развёрнутым полком Закавказского военного округа.
Звания старшего лейтенанта, капитана и подполковника получил досрочно.
Из Закавказья был переведён в составе тайной советской миссии отправлен в Ливан для участия в военных действиях. Выполнял функции военного советника.
В 1984 году под Бейрутом подорвался на мине, потерял правую ногу и повредил левую. Операцию делали французские хирурги, после чего Президент Сирии Хафез аль-Асад выделил свой личный самолёт, дабы доставить советского подполковника ГРУ в Москву. В Москве Леонид Прокопьев проходил лечение в военном госпитале им. Бурденко и Институте хирургии им. Вишневского. Получил первую группу инвалидности, однако приказом министра обороны СССР Дмитрия Язова был оставлен в рядах ВС СССР и повышен до звания полковника.

### 1990-е
В 1991 году вышел в отставку и организовал собственный «Целительский центр».
Создав «Целительский центр», полковник Леонид Прокопьев обратился в Московскою патриархию, чтобы та официально приняла его организацию под «духовное окормление». Не получив ответа, обратился к Лазарю Васильеву, Иоанну Береславскому и Тихону Филиппову, от которых принял «рукоположение» сначала в «диаконы», затем «священники», а позже — «епископы».
В начале 1990-х активно занимался оккультизмом в центре «Проис» и созданном специально для этого «храме архангела Рафаила» в центре Москвы (улица Радио, 12).
По некоторым данным, приблизительно в 1996 году Рафаил (Прокопьев) вошёл в юрисдикцию Украинской православной церкви Киевского патриархата, где был рукоположён во «епископа Красноярского». По другим данным, обращался к Филарету (Денисенко) с просьбой о хиротонии, но не был принят даже для беседы. Получил хиротонию от архиереев Украинской автокефальной православной церкви.
Организовал и провёл 19 декабря 1996 года в Богоявленском соборе Ногинска вместе с Адрианом (Стариной), Варухом (Тыщенковым), Сергием (Саркисовым) «коронацию на царский престол Российской империи самодержца Великой, Малой и Белой Руси» «Императора Николая III» (самозванца Николая Дальского, объявившего себя сыном царевича Алексея) и «государыни-императрицы» Наталии . Охрану обеспечивали боевики УНА-УНСО и НПФ «Память». Дата 19 декабря 1996 года была избрана для коронации с оглядкой на предсказание о восстановлении в России монархии, сделанное в 1995 году Международным фондом астрологических и экстрасенсорных прогнозов «Стратегия».
В 1997 году Рафаил (Прокопьев) присоединился к Российской истинно-православной церкви (РосИПЦ), возводящей линию своего преемства к Украинской автокефальной православной церкви. 21 сентября 1997 года был перерукоположён (была совершена хиротесия) и наделён титулом «епископа Волоколамского», викария Московской епархии. В его повторном рукоположении приняли участие «митрополит Крутицкий» Амвросий (Катамадзе), «архиепископ Дмитровский» Стефан (Линицкий) и «епископ Гайнатский и Имеретинский» Моисей (Ходжава).
В начале 1998 года «архиепископ» Рафаил (Прокопьев) был избран первоиерархом Российской истинно-православной церкви и наделён титулом «митрополита».
Уже 13 марта 1999 года он был отстранён от должности и выведен за штат, а 27 ноября того же года Синодом РосИПЦ лишён «архиерейского» сана за нарушение церковных канонов и занятия экстрасенсорикой.
Не признав своего низложения, Рафаил (Прокопьев) в том же 1999 году образовал новую религиозную организацию, получившую наименование Православная церковь России (Истинно-православная церковь). Спустя непродолжительное время Рафаил (Прокопьев) был наделён титулом «Блаженнейшего митрополита Московского, хранителя дверей Гроба Господня».

### 2000-е
В июле 2003 года организовал и провёл объединительный Архиерейский собор Истинно-православной церкви в России, результатом которого стало объединение ряда небольших религиозных групп неканонического (альтернативного) православия в религиозную организацию Православная российская церковь (Истинно-православная церковь). Первоиерархом названной религиозной организации (митрополитом Московским) был избран Рафаил (Прокопьев).
В 2005 году наделён титулом «архиепископ Московский, митрополит Всероссийский» и правом ношения белого патриаршего куколя.
Решением 3-й сессии Поместного собора Истинно-православной церкви от 24 июня 2005 года был избран первосвятителем Истинно-православной церкви с титулом «святейший архиепископ Московский, митрополит Всероссийский».
Именует себя потомком Николая Мотовилова, являвшегося свидетелем жизни преподобного Серафима Саровского. В середине 2009 году сменил фамилию, став именоваться Мотовиловым. Вместе с ним фамилию сменили оба сына — Сергей и Антон.
14 октября 2017 года, находясь с визитом в Греции, принял постриг в великую схиму с наречением имени Серафим (в честь преподобного Серафима Саровского). Постриг возглавил предстоятель ИПЦ Греции митрополит Ангелос.

## Взгляды
В одном из интервью заявил, что «Почему она [Московская патриархия] узурпировала право владеть истиной? Каждый идёт к Богу своим путём: и мусульмане, и буддисты и индуисты…». Считает, что «Бог не наказывает, тем более вечно»; что «Бог не борется с сатаной», поскольку «сатана — Его орудие»; Иуду называет «лучшим из Апостолов», в которого сатана вошёл «по желанию Божию», а сам Иуда совершил «дело Божие», предав Спасителя.
По мнению критиков, занимается оккультными практиками, не соответствующими ни в коей мере сану православного священнослужителя.
На вопрос о том, можно ли христианам заниматься агни-йогой, ответил: «Если вам это нравится, если вы раскрываете при этом себя — пожалуйста! Путей так много. Мы всё принимаем».
Вместе с тем, 13—14 июля 2014 года под председательством Рафаила (Мотовилова) состоялся Поместный собор Истинно-Православной Церкви, на котором было утверждено исповедание Истинно-Православной Церкви, в котором осуждаются любые виды оккультных мнений, учений и практик, как не имеющие ничего общего с христианством, а также учения, различающие в составе природы, помимо естественных сил души и тела, так называемые тонкие энергетические «тела», «поля», «центры» и «каналы» и предлагающие воздействие на них через так называемую работу с энергиями, с помощью медитаций, дыхательных упражнений и т. п. Кроме того, на соборе как еретические осуждены «имяборчество» (критика имяславия), экуменизм, «киприанизм» (учение Киприана (Куцумбаса)) и «сергианство»..
Весной 2014 года в одном из интервью Рафаил (Мотовилов) так прокомментировал свою целительскую деятельность: «Я не знаю, что такое целитель, я — священник. И я не считаю для себя зазорным молиться за конкретного человека по определённому чину. Я рад, что ко мне по этому поводу обращаются. И я рад, что люди по вере своей получают исцеления».
В 2015 году решением Басманного районного суда города Москвы брошюра Рафаила «О месте Истинно-Православной Церкви в современном мире» была включена в Федеральный список экстремистских материалов.

## Награды
- Медаль Сирийской Арабской Республики «Боевое содружество»[12].